# Lijst van rivieren in Slovenië

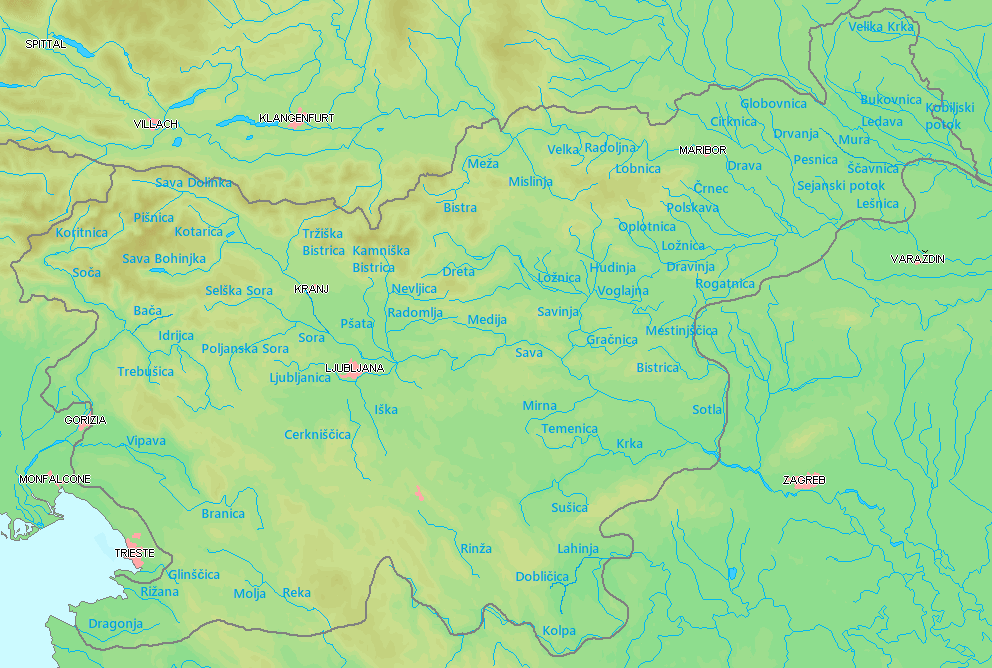
Kaart met rivieren in Slovenië.

Dit is een lijst van rivieren in Slovenië.
Slovenië telt 59 grotere rivieren die samen een lengte van 2500 km hebben op Sloveens grondgebied. De totale lengte van alle rivieren in Slovenië is 26.989 km, hetgeen overeenkomt met een rivierdichtheid van 1,33 km/km².
Het grootste drainagebekken in Slovenië behoort tot dat van de Zwarte Zee en beslaat een oppervlakte van 16.423 km², ofwel 81% van het Sloveense grondgebied. Het Zwarte Zeebekken omvat stroomgebieden van rivieren als de Mura, Drava, Sava, Kolpa. Het drainagebekken van de Adriatische Zee beslaat 3851 km², ofwel 19% van het Sloveense grondgebied en omvat onder meer de stroomgebieden van de Soča en Idrijca.

## Rivieren naar drainagebekken
De rivieren en andere waterstromen in deze lijst zijn geordend naar drainagebekken (Adriatische Zee, Zwarte Zee) en de opeenvolgende zijrivieren en -beken zijn ingesprongen weergegeven onder de naam van elke hoofdrivier.

### Stromend naar de Adriatische Zee
- Soča
  - Nadiža
    - Jamjak
    - Lerada
    - Bela

  - Vipava
    - Vrtojbica
    - Lijak
    - Branica
      - Mlac
      - Raša (beek)

    - Košivec
    - Skrivšek
    - Jovšček
    - Hubelj
    - Bela

  - Idrijca
    - Bača
      - Knežica
        - Prošček

      - Huda
        - Runža

    - Trebuščica
      - Hotenja

    - Daberšček
    - Poličanka
    - Bukovska
    - Cerknica
      - Cerenščica

    - Zaganjalčnica
    - Otuška
    - Luknjica
    - Grda grapa
    - Kanomljica
    - Ljubevščica

  - Gadiča
  - Tolminka
    - Zadlaščica

  - Hotevlje
  - Volarja
  - Beli potok
  - Kokošnjak
  - Ročica
    - Korito

  - Idrija
  - Potok za gradom
  - Kozjak
  - Globoščak
  - Učja
  - Boka
  - Koritnica
    - Prešnik
    - Predelica
    - Kaludrica
    - Ilovec

  - Lepenjica
  - Vrsnik
  - Laventnik
- Reka
- Rižana
- Dragonja

### Stromend naar de Zwarte Zee
- Sava
  - Kolpa
    - Lahinja
      - Krupa
      - Dobličica

    - Čabranka

  - Sotla
  - Krka
    - Radulja
    - Temenica

  - Mirna
  - Savinja
    - Voglajna
      - Hudinja

    - Ložnica
    - Bolska
    - Paka
    - Dreta
    - Rečica
    - Gračnica
    - Ljubnica
    - Dupljenik
    - Bela
    - Klobača
    - Jurčef
    - Suhelj
    - Lašek
    - Kisla voda
    - Zwarte Beek
    - Jezera

  - Koritnik
  - Boben
    - Brnica

  - Ribnik
  - Trboveljščica
    - Bevščica

  - Šklendrovec
  - Medija
  - Šumnik
  - Pasjek
  - Mošenik
  - Loški
  - Savski potok
  - Konj
  - Maljek
  - Reka
    - Jablanica
    - Crni potok
    - Rakovnik

  - Beden
    - Konjski potok
    - Jelenji potok (Jelenji potok)

  - Berečan
  - Drnik
  - Prihudnik
  - Potok
  - Loki
  - Presenec
  - Dešen
  - Janček
  - Lovše
  - Cvar
  - Zalog
  - Krmelj
  - Jevnica
  - Slapnica
  - Grabnar
  - Ježe (Ježetov graben)
  - Mlinščica
  - Lučna
  - Gostinca
    - Gobnik
    - Lutnik
    - Ovčjak
    - Dolgi potok

  - Ljubljanica
    - Besnica
      - Aslivka

    - Šivnik
    - Gobovšček
    - Hrušica (Hruševski potok)
    - Mejaš
    - Gradaščica
      - Glinščica
        - Pržanec

      - Šujica
      - Horjulščica
      - Hruševnik
      - Belca
        - Šujica

      - Prosca
      - Mala Voda
      - Božna
        - Grote Božna (Velika Božna)
        - Kleine Božna (Mala Božna)

    - Ižica
    - Iška
    - Borovniščica
    - Bistra

  - Kamnik Bistrica
    - Studenčica
    - Pšata
      - Gobovček
      - Tunjščica
      - Reka

    - Mlinščica
    - Rača
      - Rovščica
      - Radomlja

    - Pšatakanaal (Kanal Pšata)
    - Krajčjek
    - Nevljica
      - Oševek
      - Porebrščica

    - Stranje (Stranjski potok)
    - Zwarte Beek (Črna)
    - Bistričica
    - Konjski potok
    - Korošica

  - Sora
    - Poljanščica
      - Sovpat
      - Brebovščica
        - Dršak

    - Selščica
      - Jablenovica
      - Drbovnik
      - Selnica
      - Studeno
      - Prednja Smoleva
      - Plenšak
      - Zadnja Smoleva
      - Davča
      - Pruhavca
      - Pometpoh
      - Črni potok
      - Štajnpoh
      - Zadnja Sora

  - Kokra
  - Tržič Bistrica
  - Sava Bohinjka
  - Sava Dolinka
    - Radovna
    - Trebiža
- Drava
  - Pesnica
  - Dravinja
    - Oplotniščica
    - Polskava
      - Fram (Framski potok)

  - Meža
    - Mislinja
      - Selčnica
      - Globoščica
      - Lakužnica
- Mura
  - Ledava
    - Kerka (Krka)
      - Grote Krka (Velika Krka)
      - Kleine Krka (Mala Krka)

    - Ajaš
    - Črnec
    - Kobilje

  - Ščavnica

## Alfabetische lijst
| Naam            | Lengte in Slovenië (km) | Totale lengte (km) |
| --------------- | ----------------------- | ------------------ |
| Bača            | 20                      | 20                 |
| Bolska          | 32                      | 32                 |
| Čabranka        | 17,5                    |                    |
| Davščica        | 12                      | 12                 |
| Dragonja        | 30                      | 30                 |
| Drava           | 142                     | 707                |
| Dravinja        | 73                      | 73                 |
| Dreta           | 29                      | 29                 |
| Fram Creek      | 26                      | 26                 |
| Gradaščica      | 33                      | 33                 |
| Hudinja         | 32                      | 32                 |
| Idrijca         | 60                      | 60                 |
| Iška            | 31                      | 31                 |
| Jezernica       | 0,055                   | 0,055              |
| Kamnik Bistrica | 33                      | 33                 |
| Kerka           |                         | 60                 |
| Kobilje         | 24                      | 33                 |
| Kokra           | 34                      | 34                 |
| Kolpa           | 118                     | 297                |
| Krka            | 94                      | 94                 |
| Krupa           | 2,5                     | 2,5                |
| Lahinja         | 34                      | 34                 |
| Ledava          | 68                      | 76                 |
| Ljubljanica     | 41                      | 41                 |
| Ložnica         | 26                      | 26                 |
| Meža            | 42                      | 43                 |
| Mirna           | 44                      | 44                 |
| Mislinja        | 36                      | 36                 |
| Mura            | 95                      | 438                |
| Nadiža          |                         | 60                 |
| Nevljica        |                         |                    |
| Oplotnica       | 28                      | 28                 |
| Paka            | 40                      | 40                 |
| Pesnica         | 65                      | 69                 |
| Pivka           | 27                      | 27                 |
| Poljanska Sora  | 43                      | 43                 |
| Polskava        | 40                      | 40                 |
| Pšata           | 28                      | 28                 |
| Radulja         | 33                      | 33                 |
| Reka            | 51                      | 54                 |
| Rinža           | 9,3                     |                    |
| Sava            | 221                     | 947                |
| Sava Bohinjka   | 41                      | 41                 |
| Sava Dolinka    | 55                      | 55                 |
| Savinja         | 102                     | 102                |
| Ščavnica        | 56                      | 56                 |
| Selca Sora      | 32                      | 32                 |
| Soča            | 96                      | 138                |
| Sora            | 52                      | 52                 |
| Sotla           | 86                      | 90                 |
| Temenica        | 27                      | 27                 |
| Tržič Bistrica  | 27                      | 27                 |
| Vipava          | 44                      | 49                 |
| Voglajna        | 35                      | 35                 |